# Роттердам (містечко, Нью-Йорк)
Роттердам (англ. Rotterdam) — місто (англ. town) в США, в окрузі Скенектеді штату Нью-Йорк. Населення — 30 523 особи (2020).

## Демографія
Згідно з переписом 2010 року, у місті мешкали 29 094 особи в 12 314 домогосподарствах у складі 8081 родини. Було 13003 помешкання
Расовий склад населення:
| - 94,7 % — білих - 1,5 % — чорних або афроамериканців - 1,2 % — азіатів - 0,2 % — корінних американців |

До двох чи більше рас належало 1,5 %. Частка іспаномовних становила 2,3 % від усіх жителів.
За віковим діапазоном населення розподілялося таким чином: 20,5 % — особи молодші 18 років, 61,2 % — особи у віці 18—64 років, 18,3 % — особи у віці 65 років та старші. Медіана віку мешканця становила 43,5 року. На 100 осіб жіночої статі у місті припадало 92,2 чоловіків;  на 100 жінок у віці від 18 років та старших — 89,0 чоловіків також старших 18 років.
Середній дохід на одне домашнє господарство  становив 74 964 долари США (медіана — 65 629), а середній дохід на одну сім'ю — 87 059 доларів (медіана — 79 746). Медіана доходів становила 49 747 доларів для чоловіків та 44 289 доларів для жінок. За межею бідності перебувало 7,5 % осіб, у тому числі 11,5 % дітей у віці до 18 років та 5,0 % осіб у віці 65 років та старших.
Цивільне працевлаштоване населення становило 14 624 особи. Основні галузі зайнятості: освіта, охорона здоров'я та соціальна допомога — 25,0 %, публічна адміністрація — 11,7 %, роздрібна торгівля — 11,5 %.